# FBGA

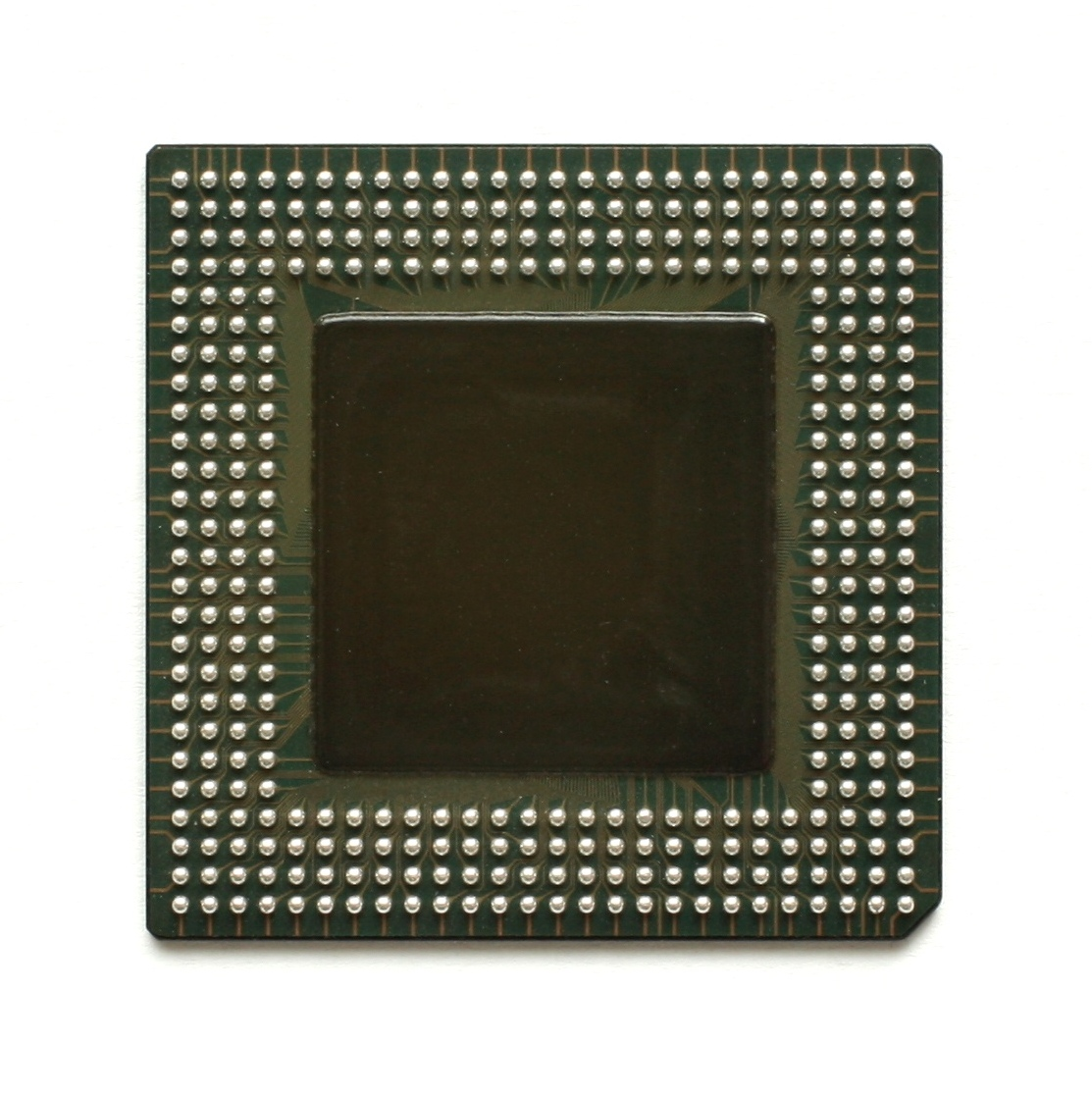
Intel 組み込み用Pentium MMX (底面)

FBGA（Fine pitch Ball Grid Array）は、外部端子として半田ボールを使用し，パッケージの裏面に格子状に配列した半導体パッケージで格子間隔の小さい(0.8mm以下)ものを指す。